# Arp Schnitger
Arp Schnitger (Schmalenfleth, 2 de julho de 1648 - 28 de julho de 1719) foi o maior e mais influente construtor de órgãos alemão. Atuou primeiramente no norte da Europa, especialmente nos Países Baixos e Alemanha, onde parte de seus instrumentos ainda estão em atividade, mas alguns de seus órgãos também podem ser encontrados em Portugal, Brasil, Inglaterra, Rússia e Espanha.
A importância de Schnitger para a história da construção de órgãos não pode ser subestimada, pois foi um dos mais prolíficos contrutores de órgãos do norte da Europa e período Barroco, com mais de 170 instrumentos produzidos e vendidos, um dos maiores níveis do seu tempo.

## Vida
Filho do mestre Arp Schnitger e Catarina Schnitger, Arp Schnitger foi especialmente influenciado pela tradição familiar já que seu pai, mestre marceneiro, trabalhou na construção de caixas de órgãos.
Os primeiros registros sobre a família, marceneiros em Golzwarden, Oldenburg, datam de por volta de 1600 e o sobrenome seria referência à profissão: entalhador, Schnitzer, Schnitker, Schnitger.
Em 1662, aos 14 anos, iniciou a atividade de marcenaria com o pai, mas também  frequentou um ginásio, pois tinha noções de latim, conforme exemplar de livro  encontrado em sua biblioteca.
A partir de 1666, mudou-se para Glückstadt, Holstein, Dinamarca, um grande centro cultural na época, quando passou a aprender o ofício de organeiro com o primo Berendt Huss. Permaneceu durante 5 anos como aprendiz e, mais tarde, assumiu a oficina como capataz até a morte de Huss em 1676.
Como aprendiz do primo participou da construção dos órgãos de São Cosme e São Vivaldo em Stade, este finalizado após a morte do mestre, embora o órgão tenha sido destruído por um raio em 1727.
Em 1665, casou com Gertrud Otte e tornou-se dono de uma casa em Neuenfelde, próximo de Hamburgo.
Executou vários trabalhos na região de Stade e, conforme tradição da época, ao construir um instrumento, se mudava com toda a oficina para o local que receberia o órgão, já que o órgão era praticamente construído dentro do templo.
Em 1682, transferiu-se para Hamburgo provavelmente para construção do órgão de São Nicolau.
Em 1701, o aprendiz e oficial de Schnitger Johann Heinrich Hulenkampf fixou-se em Lisboa, Portugal, para instalar o órgão que está instalado na Igreja do Mosteiro crúzio de São Salvador de Moreira, Concelho da Maia.
Dos cinco filhos do primeiro casamento, sendo três homens e duas mulheres, três seguiram a atividade de organeiros.

## Estilo
Schnitger integra a tradição da Renascença e do início do Barroco para a construção de órgãos com estilo próprio.
Seu estilo influenciou outros construtores de órgãos e é visível em outros trabalhos realizados do século XVIII ao XIX.
Os organeiros dos séculos XVII e XVIII não empreendiam um volume considerável de produções em decorrência do nível tecnológico e condições de trabalho do período, mas o desenvolvimento produtivo de Schnitger, ao contrário, é considerado inacreditável.

## Órgãos remanescentes
| Período         | Cidade                          | Igreja                                                | Fotos | Manuais  | Pontos | Participação de Schnitger |
| --------------- | ------------------------------- | ----------------------------------------------------- | ----- | -------- | ------ | --- |
| 1668–75/88      | Stade (Alemanha)                | Igreja de São Cosme e Damião                          |       | III/P    | 42     | caixa, prospecto, 35 pontos (8 parcialmente)                                                                                      |
| 1677–79         | Bülkau (Alemanha)               | Igreja de São João Batista                            |       | I        | 10 (?) | caixa, prospecto; atualmente II/P/22                                                                                              |
| 1678–79/1709    | Jork (Alemanha)                 | Igreja de São Matias                                  |       | III/P    | 35     | caixa, prospecto; atualmente II/P/22                                                                                              |
| 1680            | Lower Saxony (Alemanha)         | Igreja de São Pedro e Paulo                           |       | II/P     | 30     | caixa, prospecto, 18 pontos, 10 outros pontos foram reutilizados por Schnitger                                                    |
| 1678–82         | Oederquart (Alemanha)           | St. Johannis                                          |       | III/p    | 28     | caixa, prospecto; atualmente II/P/17                                                                                              |
| 1682–83         | Lüdingworth (Alemanha)          | São Jacob                                             |       | III/P    | 35     | caixa, prospecto, 14 pontos (completos ou parcialmente), os tubos mais antigos foram reutilizados por Schnitger (metade do órgão) |
| 1684            | Elmshorn (Alemanha)             | São Nicolau                                           |       | II/P     | 23     | case; today III/P/33 |
| 1686            | Hamburgo-Bergstedt (Alemanha)   | Igreja                                                |       | I        | 8      | caixa, 2-3 pontos |
| 1687            | Blankenhagen (Alemanha)         | Igreja de Village                                     |       | II/p     | 12     | caixa, 4-5 pontos |
| 1687            | Steinkirchen (Alemanha)         | São Nicolau e Martinho                                |       | II/P     | 28     | caixa, prospecto, 13 pontos e mais 8 parcialmente                                                                                 |
| 1683–88         | Hamburgo-Neuenfelde (Alemanha)  | São Pancrácio                                         |       | II/P     | 34     | caixa, prospecto, 18 pontos |
| 1688            | Mittelnkirchen (Alemanha)       | São Bartolomeu                                        |       | II/p     | 22     | 6-8 pontos; atualmente II/P/32 |
| 1688–90         | Hollern (Alemanha)              | São Maurício                                          |       | II/P     | 24     | caixa, prospecto, 13 pontos (completos ou parcialmente)                                                                           |
| 1686–88/1691–92 | Norden (Alemanha)               | São Ludgero (santo)                                   |       | III/P    | 46     | caixa, 13 pontos, 8 pontos mais atngiso reutilizados por Schnitger                                                                |
| 1691–92         | Groningen (Holanda)             | Martinikerk                                           |       | III/P    | 39     | caixa do pedal, prospecto, 6 pontos, sendo os mais antigos reutilizados; atualmente III/P/52                                      |
| 1689–93         | Hamburgo (Alemanha)             | São Jacob                                             |       | IV/P     | 60     | 43 pontos (completos e parciais), alguns reutilizados                                                                             |
| 1693            | Groningen (Holanda)             | Pelstergasthuiskerk                                   |       | II/p     | 20     | caixa, 2 registros (7 parciais)                                                                                                   |
| 1693            | Eutin (Alemanha)                | castelo                                               |       | I        | 9      | caixa |
| 1693–94         | Grasberg (Alemanha)             | Igreja de Luth                                        |       | II/P     | 21     | caixa, 14 pontos |
| 1695–96         | Noordbroek (Holanda)            | Hervormde Kerk                                        |       | II/P     | 20     | caixa, 10-11 pontos; atualmente II/P/24                                                                                           |
| 1695–96         | Harkstede (Holanda)             | Hervormde Kerk                                        |       | I        | 7      | caixa, prospecto, 5 pontos; atualmente I/p/9 (10)                                                                                 |
| 1696–97         | Peize (Holanda)                 | Hervormde Kerk                                        |       | II/P     | 22     | caixa, prospecto, 4-6 pontos, mais antigos reutilizados                                                                           |
| 1697–98         | Strückhausen (Alemanha)         | São Johannes                                          |       | II/p     | 12     | caixa de Hauptwerk, 2 pontos; atualmente II/P/15                                                                                  |
| 1697–98         | Dedesdorf (Alemanha)            | São Lourenço                                          |       | II/p     | 12     | partes manuais da caixa, 10 pontos; atualmente II/P/18                                                                            |
| 1697–98         | Golzwarden (Alemanha)           | São Bartolomeu                                        |       | II/P     | 20     | caixa; atualmente II/P/22 |
| 1699            | Nieuw-Scheemda (Holanda)        | Hervormde Kerk                                        |       | I/p      | 8      | caixa, 4-6 pontos |
| 1696–99         | Mensingeweer (Holanda)          | Hervormde Kerk                                        |       | I        | 9      | caixa, prospecto, 6 pontos |
| 1699            | Ganderkesee (Alemanha)          | São Cipriano e São Cornélio                           |       | II/p     | 16     | caixa, prospecto, 9 pontos; atualmente II/P/22                                                                                    |
| 1700–01         | Uithuizen (Holanda)             | Hervormde Kerk                                        |       | II/P     | 28     | caixa, 19 pontos, 6 outros parciais                                                                                               |
| 1701            | Maia, Portugal                  | Monastério da Igreja de São Salvador                  |       | II       | 12     | caixa, 11 pontos |
| 1701            | Mariana, Minas Gerais, (Brasil) | Catedral (Sé)                                         |       | II/p     | 18     | caixa, prospecto, 14 pontos (completos ou parciais); provavelmente construído por Schnitger com coautoria de Heinrich Hullenkampf |
| 1699–1702       | Clausthal-Zellerfeld (Alemanha) | São Salvador                                          |       | III/P    | 55     | caixa; atualmente II/P/29 |
| 1700–02         | Groningen (Holanda)             | Der Aa-kerk                                           |       | III/P    | 32     | caixa, prospecto, ca. 13 pontos, 10 reutilizados; atualmente, III/P/40                                                            |
| 1702            | Estebrügge (Alemanha)           | São Martinho                                          |       | II/P     | 34     | caixa |
| 1704            | Eenum (Holanda)                 | Hervormde Kerk                                        |       | I        | 10     | caixa, prospecto, 4-6 pontos; atualmente I/p/10                                                                                   |
| 1704            | Godlinze (Holanda)              | Hervormde Kerk                                        |       | II/p (?) | 16     | caixa, prospecto, 8-9 pontos; atualmente I/p/12                                                                                   |
| 1705            | Accum (Alemanha)                | São Willehad                                          |       | II/p     | 14     | caixa |
| 1707–08         | Lenzen (Alemanha)               | Santa Catarina                                        |       | II/P     | 27     | parte da caixa, 2-3 pontos |
| 1707–08         | Hamburgo-Ochsenwerder (D)       | São Pancrácio                                         |       | II/P     | 30     | caixa, prospecto, 5-11 pontos; atualmente II/P/24                                                                                 |
| 1709–10         | Weener (Alemanha)               | São Jorge                                             |       | II/p     | 22     | caixa, 6 pontos; atualmente II/P/29                                                                                               |
| 1710–11         | Pellworm (Alemanha)             | Igreja Velha                                          |       | II/P     | 24     | caixa, 11 pontos (completos e parciais)                                                                                           |
| 1710–11         | Sneek (Holanda)                 | Gruta de Martinikerk                                  |       | III/P    | 36     | caixa, prospecto, 10 pontos (completos ou parciais)                                                                               |
| 1711            | Ferwert (Holanda)               | Hervormde Kerk                                        |       | II/P     | 26     | 5 pontos |
| 1710–13         | Abbehausen (Alemanha)           | São Lourenço                                          |       | II/P     | 24     | caixa, prospecto, 2 pontos |
| 1714–16         | Rendsburg (Alemanha)            | Christuskirche                                        |       | II/P     | 29     | caixa, 4 pontos; atualmente IV/P/51                                                                                               |
| 1715–16         | Faro, Portugal                  | Sé Catedral de Faro                                   |       | II       | 22     | provavelmente construído por Schnitger com coautoria de Heinrich Hullenkampf                                                      |
| 1715–19         | Itzehoe (Alemanha)              | São Lourenço                                          |       | IV/P     | 43     | caixa, prospecto; atualmente IV/P/58                                                                                              |
| 1719–21         | Zwolle (Holanda)                | Grande (Grote) ou Igreja de São Miguel (Michaëlskerk) |       | IV/P     | 64     | caixa, detalhes manuais de todas as partes; finalizado por seus irmãos Franz Caspar Schnitger e Johann Georg Schnitger            |